# يفجيني كيسورين
يفجني كيسورين (بالروسية: Кисурин, Евгений Владимирович) مواليد 28 يناير 1969 في نوفوسيبيرسك، روسيا، هو لاعب كرة سلة روسي سابق. بدأ مسيرته الاحترافية في سنة 1993. مثّل منتخب بلاده. شارك في دورة الألعاب الأولمبية الصيفية سنة 2000. اعتزل اللعب في 2006.

## المسيرة الاحترافية
لعب مع نادي سسكا موسكو لكرة السلة في الدوري الروسي من سنة 1994 إلى 1996، ثم لعب مع نادي سيبونا لكرة السلة من سنة 1996 إلى 1998، ثم لعب مع بالاكانسترو فاريزي في الدوري الإيطالي في موسم 1999–2000، ثم لعب مع نادي فوتسوافك لكرة السلة في سنة 2000، ثم لعب مع أرسنال تولا في موسم 2003–2004.

## روابط خارجية
- يفجني كيسورين على موقع الاتحاد الدولي لكرة السلة (الإنجليزية)
- يفجني كيسورين على موقع الدوري الأوروبي لكرة السلة (الإنجليزية)
- يفجني كيسورين على موقع كرة السلة الأوروبية.كوم (الإنجليزية)
- يفجني كيسورين على موقع DraftExpress.com (الإنجليزية)
- يفجني كيسورين على موقع كلية كرة السلة في سبورتس رفرنس.كوم (الإنجليزية)
- يفجني كيسورين على موقع ريلجم (الإنجليزية)
- يفجني كيسورين على موقع بروبوليرز (الإنجليزية)
- يفجني كيسورين على موقع سبورتس رفرنس (الإنجليزية)
- يفجني كيسورين على موقع أوليمبيديا (الإنجليزية)